# Ernst Otto Johannes Kirsch
Ernst Otto Johannes Kirsch (* 15. Mai 1831 in Neustadt, Provinz Schlesien; † 7. Oktober 1887 in Scheibau, Landkreis Freystadt i. Niederschles., Provinz Schlesien) war königlich preußischer Generalmajor und zuletzt Inspekteur des 3. Fuß-Artillerieinspektion.

## Herkunft
Seine Eltern waren Joseph Kirsch, Major a. D. und Land-Armenhaus-Inspekteur († 30. März 1875) und Anna, geborene Dosterschild († 16. November 1884).

## Leben
Er ging am 3. September 1842 als Kadett nach Wahlstatt und kam von dort am 4. Mai 1846 als Kadett nach Berlin. Danach wurde er am 28. April 1849 als Seconde-Lieutenant in die 6. Artilleriebrigade aggregiert. Vom 1. Oktober 1849 bis zum 1. November 1850 und nochmals vom 1. März bis zum 30. Juni 1851 war er dann an die Vereinigte Artillerie- und Ingenieurschule abkommandiert. Nach seiner Rückkehr wurde er am 9. Dezember 1851 als Artillerieoffizier mit Patent vom 10. September 1849 einrangiert. Am 5. Oktober 1854 kam er mit Patent zum 16. September 1848 in das 5. Artillerieregiment. Vom 1. Oktober 1856 bis zum 18. Mai 1859 war er als Lehrer an die Artillerie- und Ingenieurschule abkommandiert und dort am 18. September 1857 zum Premier-Lieutenant befördert. Nach seiner Rückkehr stieg er am 5. Januar 1860 zum Hauptmann auf und am 20. August 1863 zum Direktoriumsmitglied der Artillerie- und Ingenieurschule ernannt. Während des Deutschen Krieges wurde er am 30. Mai 1866 zum Chef der 4. Batterie der Reserveartillerie des I. Reserve-Armeekorps ernannt, als solcher nahm er auch am Feldzug teil.
Nach dem Krieg kam er am 1. November 1866 als Batteriechef in das Feld-Artillerieregiment Nr. 5 versetzt. Während des Deutsch-Französischen Krieges wurde er am 10. November 1870 zum Major befördert. Während des Feldzuges kämpfte er bei Weißenburg, Wörth, Sedan und am Mont Valerien. Ferner war er bei der Belagerung von Paris sowie den Gefechten bei Stonne, Valenton, Bicetre und Malmaison. Dafür erhielt er am 27. August 1870 das Eiserne Kreuz 2. Klasse und am 28. September 1871 auch das Eiserne Kreuz 1. Klasse.
Nach dem Krieg wurde er am 16. Mai 1871 als Artillerie-Offizier vom Platz nach Diedenhofen abkommandiert. Anschließend wurde er am 11. Juli 1871 in dieser Stellung bestätigt und in das Festungs-Artillerieregiment Nr. 15 versetzt. Am 26. Oktober 1872 wurde er in das Fuß-Artillerieregiment Nr. 3 versetzt, wo er Kommandeur des II. Bataillons wurde. Anschließend wurde er am 11. Februar 1873 in die Artillerieabteilung des Kriegsministeriums versetzt. Er erhielt dort am 12. Oktober 1875 den Rang als Abteilungschef, kehrte aber ins Feld zurück. Er wurde am 2. November 1875 als Kommandeur in das Fuß-Artillerieregiment Nr. 6 versetzt, dort am 22. März 1876 zum Oberstleutnant und am 18. September 1880 zum Oberst befördert. Am 22. Januar 1882 erhielt er den Roten Adlerorden 3. Klasse mit Schleife. Danach wurde er am 8. Juni 1884 als Kommandeur in die 3. Fuß-Artilleriebrigade versetzt und dazu a la suite des Regiments gestellt. Er stieg am 18. November 1886 zum Generalmajor auf und wurde am 2. April 1887 zum Inspekteur zum 3. Fuß-Artillerieinspektion ernannt. Er starb am 7. Oktober 1887 bei der Beisetzung seines Schwiegervaters in Scheibau (Kreis Freistadt in Schlesien) an einem Herzschlag.

## Familie
Kirsch heiratete am 28. Mai 1860 Neustaedtel Ida Marie Neumann (* 11. Juli 1834; † 4. Mai 1921), eine Tochter des Adolf Ferdinand Neumann, Rittergutsbesitzer von Scheibau. Das Paar hatte mehrere Kinder:
- Anna (* 23. Mai 1861)
- Hedwig (* 6. Juni 1862)
- Eugenie (* 29. Mai 1865)
- Johannes (* 6. Juli 1868; † 28. April 1878)
- Viktor (* 9. Dezember 1872; † 1. März 1874)